# Mesoleius brachyacanthus
Mesoleius brachyacanthus là một loài tò vò trong họ Ichneumonidae.